# 相模原市立中野小学校
相模原市立中野小学校（さがみはらしりつ なかのしょうがっこう）は、神奈川県相模原市緑区中野に存在する公立の小学校である。

## 沿革
出典
- 1873年（明治6年）6月1日 - 第1大学区第29中学区94番小学として創立（観音寺を校舎とする）
- 1875年（明治8年）- 正福寺を校舎とする。
- 1882年（明治15年）11月6日 - 里の上に校舎ができる（中野1050番地）。
- 1885年（明治18年）4月1日 - 中野村村立小学協心学校と改称。
- 1887年（明治20年）2月15日 - 津久井郡五ヶ村組合立高等協心小学校と改称。
- 1902年（明治35年）10月6日 - 森戸に校舎ができる（中野243番地）。
- 1910年（明治43年）4月1日 - 三ケ木小学校が協心小学校三ケ木分教場と改称。中野村外三カ組合立尋常高等小学校と改称。
- 1925年（大正14年） - 津久井郡中野尋常高等小学校と改称。
- 1930年（昭和5年）
  - 2月 - 中野600番地に木造校舎ができる（現在地に移転）。この移転を記念して藤が植えられる。
  - 5月3日 - 講堂上棟。
- 1941年（昭和16年）4月1日 - 国民学校令により、中野町国民学校となる。
- 1947年（昭和22年）4月1日 - 新学制により、中野町立中野小学校と改称。高等科は中野中学校となる。
- 1955年（昭和30年）4月1日 - 昭和の大合併により、津久井町立中野小学校と改称。
- 1958年（昭和33年）2月9日 - 校章制定。
- 1960年（昭和35年）
  - 4月1日 - 三ヶ木分校と津久井町立青山小学校が統合し津久井町立津久井中央小学校（現:相模原市立）が開校する[4]。
  - 12月10日 - 校歌制定。（作詞：古関吉雄、作曲：岡本敏明[5]）
- 1963年（昭和38年）
  - 4月1日 - 城山ダム建設により津久井町立三井小学校を統合する。
  - 7月26日 - 鉄筋3階建校舎竣工。
- 1965年（昭和40年）5月4日 - 学校給食開始。
- 1966年（昭和41年）7月23日 - 学校プール完成。
- 1972年（昭和47年）4月28日 - 鉄筋3階建校舎全面改築落成（現:中央校舎）。
- 1973年（昭和48年）6月10日 - 創立100周年記念式典挙行し、記念誌「百年の歩み」刊行。
- 1976年（昭和51年）12月27日 - 増築校舎落成（3階建・現:東校舎）。
- 1979年（昭和54年）12月7日 - タイムカプセル埋設と泰山木植樹。
- 1981年（昭和56年）12月 - 増築校舎落成（3階建・現:西校舎）。
- 1984年（昭和59年）3月17日 - 屋内運動場落成。創立110周年記念として全児童に下敷（空中全景写真）を配布。
- 1986年（昭和61年）12月 - 特別教室（理科室・会議室・図書室）増築し、校舎内改装。
- 1987年（昭和62年）9月 - 校舎北側垣根。
- 1988年（昭和63年）3月 - 物置設置・校庭西側防球フェンス設置。
- 1989年（平成元年）3月 - 校庭南側防球フェンス設置。
- 1990年（平成2年）3月 - 屋外便所設置。
- 1991年（平成3年）9月 - 中央校舎ベランダ塗装。
- 1992年（平成4年）
  - 5月 - プレハブ校舎新設。
  - 6月 - 物置設置。
  - 7月 - プール浄化槽防音壁設置。
  - 9月 - 中央校舎廊下床面と正面玄関天井張替え。
- 1993年（平成5年）
  - 8月 - 東校舎1階3教室2階1教室及び中央校舎1教室照明増設。
  - 10月 - 中央校舎外壁塗装。東校舎ベランダ塗装。体育館舞台修理(垂れ幕・椅子・格納庫ドア)。
- 1994年（平成6年）9月 - 体育倉庫改築、校庭金網増設。
- 1996年（平成8年）
  - 2月 - 放送設備改修。
  - 4月 - インターホン設置。
  - 8月 - エアコン設置。
- 1997年（平成9年）
  - 5月 - プール底改修工事。
  - 6月 - 体育館バスケットゴール改修。
  - 9月 - 通学路の一部変更。
- 1999年（平成11年）8月 - 耐震工事（中央校舎・東校舎）。
- 2000年（平成12年）
  - 8月 - 下水道接続、浄化槽撤去。
  - 11月 - 校内LAN整備し、パソコン導入。
- 2001年（平成13年）
  - 5月 - 校庭1部芝の植え付け。
  - 8月 - PTA作業により、中央校舎3階廊下ペンキ塗装実施。
- 2003年（平成15年）3月 - 校庭フェンス設置。
- 2005年（平成17年）3月 - 裏門扉設置。
- 2006年（平成18年）
  - 2月 - 校旗掲揚ポールをアルミポールに取替え。
  - 3月20日 - 平成の大合併により、相模原市立中野小学校と改称。学校所在地が相模原市津久井町中野600番地となる。
  - 8月 - 中央校舎のアスベスト除去工事（天井張替え）。
  - 9月 -  新パソコンを導入（XP機）。
  - 10月 - バックネット改修。
  - 12月 - 放送用デスクアンプを更新。
- 2007年（平成19年）7月 - 教室に扇風機を設置。
- 2008年（平成20年）
  - 7月 - 大規模改修工事（東棟アスベスト撤去工事）。
  - 9月 - 中央校舎外壁部分を修繕。
- 2009年（平成21年）
  - 5月 - スプリンクラー（レインガン）を修繕。
  - 12月 - 屋上ネット修理、各教室へ地上デジタル放送対応テレビを納入。
- 2010年（平成22年）
  - 1月 - 第1学年と第2学年の教室にFF式ストーブを設置、二宮金治郎像の修繕。
  - 2月 - 中央校舎外壁部分の修繕と体育館ステージ前上部壁面の修繕。
  - 3月 - 西棟1階と2階のトイレを修繕。
  - 4月1日 - 相模原市の政令指定都市移行により、学校所在地が相模原市緑区中野600番地となる。
- 2011年（平成23年）
  - 7月 - この月から翌月にかけて、中央校舎大規模改修。
  - 11月 - 中央校舎第6学年教室にFF式ストーブ設置。
  - 12月 - 防災倉庫設置、中央校舎にエレベーター設置。
- 2012年（平成24年）
  - 3月 - 中央校舎太陽光発電設置（第6学年3教室分の電気供給）。
  - 7月 - PCルーム改修、新パソコン機導入。また、この月から翌月にかけて、東校舎大規模改修、インターフォン全校舎設置。
- 2013年（平成25年）
  - 3月 - 東校舎第3学年2教室にFF式ストーブ設置。体育館自家発電機設置。
  - 7月 - この月から翌月にかけて、西校舎大規模改修。
- 2014年（平成26年）6月 - 体育館裏門の設置。
- 2016年（平成28年）12月 - この月から翌年3月にかけて、東棟1階「きこえとことばの教室」改修工事。
- 2017年（平成29年）9月 - プールの漏水を修繕する改修工事実施。
- 2018年（平成30年）
  - 3月 - 体育館全面改修工事。
  - 10月 - 国道側ブロック塀改修工事。
- 2019年（令和元年）
  - 5月 - 校章旗新調（5月25日開催のなかのっ子運動会でお披露目）。プールの漏水を修繕する改修工事実施。
  - 9月 - 普通教室等の空調設置工事完了。

## 通学区域
- 相模原市緑区[6][7]
  - 太井（1番～335番・337番～347番1号・348番～471番・477番～1302番）
  - 中野（1番～66番2号・66番23号～2027番12号）
  - 又野（全域）
  - 三井（全域）

## 進学中学校
- 相模原市緑区[8][9]
  - 相模原市立中野中学校

## 学校周辺
旧津久井町中心部に位置する
- 噴水庭園[注 1]
  - 横浜水道創設記念噴水塔
- 国道413号線（津久井道）
- 相模原市立中野中学校[注 2]
- 津久井中央公民館[注 3]
- 津久井まちづくりセンター[注 3]
- 保健センター[注 3]
- 津久井高齢者支援センター
- 神奈川県道65号厚木愛川津久井線
- 神奈川県警津久井警察署[注 4]
- 津久井湖
- 津久井合同庁舎

## アクセス
- 神奈川中央交通
  - 「橋09」系統で、「中野小学校前」停留所（国道413号線沿い）より、学校正門（校門）まで、
    - 三ヶ木行のりばから、すぐそば（約20m）。
    - 橋本駅北口行のりばから、徒歩約180m・約3分。
      - なお、橋本駅北口行停留所から学校正門まで、国道413号線をはさんで直線距離で約10mほどと非常に近いが、学校正門付近に横断歩道が設置されておらず、津久井中央公民館付近の横断歩道まで回る必要があるため、大きく遠回りとなる。

  - 「橋01」・「橋02」・「橋11」の各系統で、「相模中野」停留所（神奈川県道65号厚木愛川津久井線沿い）より、校地西側の門まで、
    - 橋本駅（北口・南口）行のりばから、徒歩約145m・約2分。
    - 三ヶ木行のりばから、徒歩約270m・約4分。